# Kościół garnizonowy Najświętszego Serca Pana Jezusa w Siedlcach
Kościół garnizonowy pw. Najświętszego Serca Pana Jezusa – kościół murowany w stylu bizantyjskim (pierwotnie), z przeróbkami w kierunku uwspółcześnienia według projektu architekta Michała Sławińskiego w Siedlcach na placu Tysiąclecia.

## Historia
Wybudowany w latach 1866–1869 według projektu architekta Jakimowskiego, stanowił do 1919 roku cerkiew prawosławną.

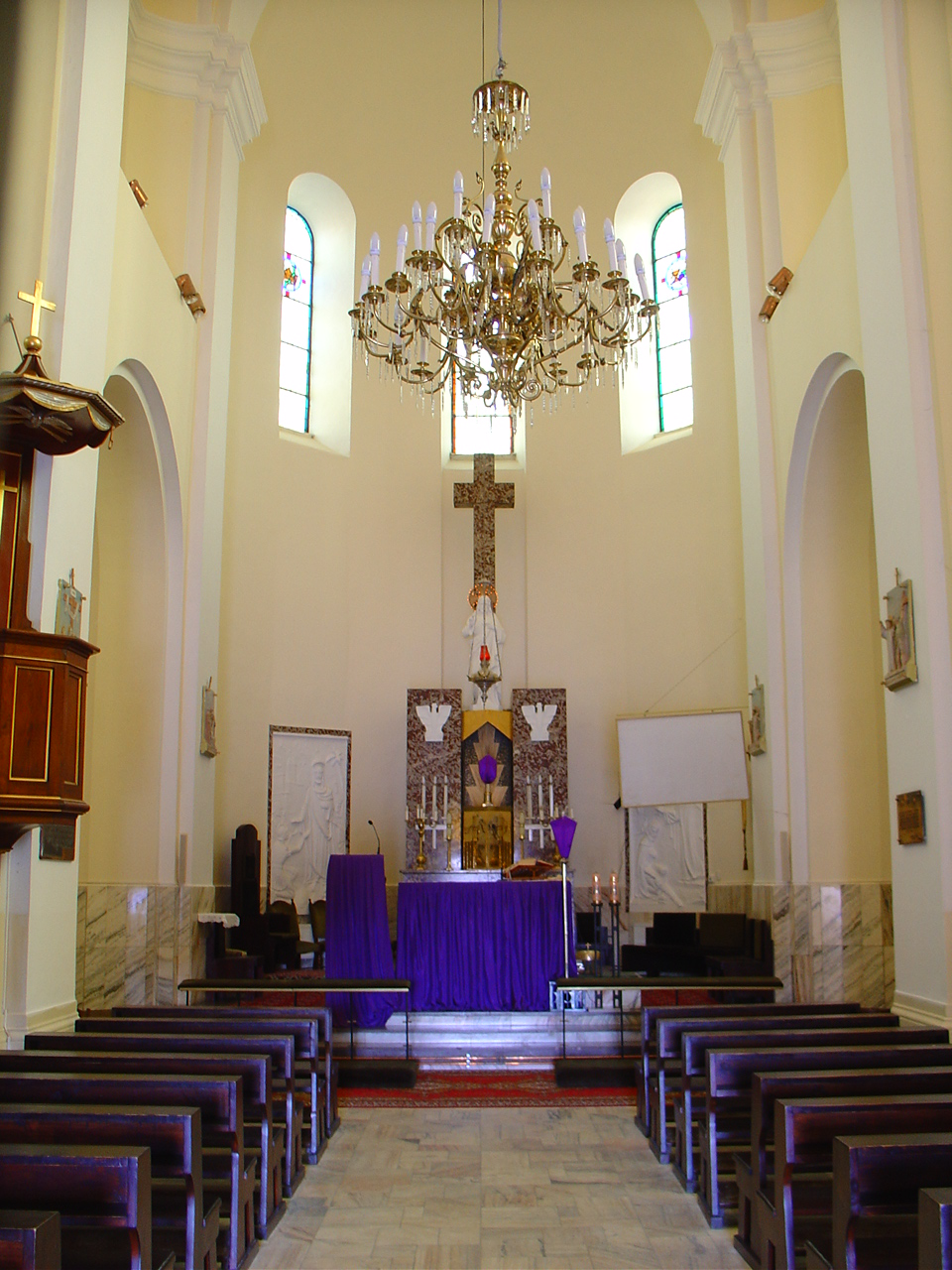
wnętrze kościoła garnizonowego pw. Najświętszego Serca Pana Jezusa w Siedlcach

W latach 1928–1933 został gruntownie przebudowany według projektu architekta Michała Sławińskiego, staraniem ks. proboszcza parafii wojskowej mjr. Witolda Jeżniowskiego.
Ponowna konsekracja miała miejsce w dniu 21 stycznia 1991 (data przywrócenia w WP Ordynariatu Polowego).